# Conselho Privado de Tonga
o Conselho Privado de Tonga é um Conselho Privado do Reino de Tonga. Ele pertence, tanto para os poderes executivo e judiciário do governo. Da mesma forma que o Conselho Privado Britânico, o seu papel principal executivo é para aconselhar o monarca sobre a forma de exercer a sua autoridade executiva, enquanto o seu papel judiciário principal é servir como um supremo tribunal de recurso.

## Funções executivas
O Conselho Privado de Tonga é composto pelo monarca (que preside como presidente), o Gabinete e os Governadores de Ha'apai e Vava'u. Assim, as funções executivas do Conselho Privado são exercidas principalmente por meio do rei e seu gabinete. O Conselho "faz com que as grandes decisões políticas". O Jure é o mais importante órgão executivo do Reino.

## Funções do Judiciário
O Conselho Privado nomeia os juízes do Tribunal de Recurso.
O Conselho também contém um Comitê Judicial, composto de quatro Lordes. como um tribunal de lei, o Comitê Judicial do Conselho Privado preside casos relativos a litígios sobre títulos de nobreza e limites de propriedades. Além disso, o Comitê Judicial investiga as queixas contra juízes.

## Funções legislativas
O Conselho Privado tem poderes para fazer leis, sujeitas a confirmação parlamentar. Como um corpo legislativo, é, assim, juridicamente subordinado à Assembléia Legislativa de Tonga.